# 宋肇昌
宋肇昌，浙江省杭州府仁和縣（今屬杭州市）人，清朝政治人物。進士出身。

## 生平
宋肇昌為道光二十七年（1847年）張之萬榜二甲進士，曾任甘肅張掖知縣。